# Christine Chapelová
Christine Chapelová je fiktivní postava ze sci-fi světa Star Treku. Působí jako zdravotní sestra na hvězdné lodi USS Enterprise.
Představitelkou Christine Chapelové byla Majel Barrettová, která jej hrála v původním seriálu Star Trek (1966–1969). Roli si zopakovala i ve stejnojmenné animovaném seriálu z let 1973–1974 a v následujících dvou celovečerních snímcích, Star Trek: Film (1979) a Star Trek IV: Cesta domů (1986). V rebootové filmové sérii se Chapelová neobjevila, i když byla několikrát zmíněna. Stala se také jednou z hlavních postav v prequelovém seriálu Podivné nové světy (2022), kde jí ztvárňuje Jess Bush.   

## Životopis
Christine Chapelová opustila dráhu biovýzkumného pracovníka v naději, že v hlubokém vesmíru nalezne únik z každodenní rutiny. Nastoupila jako sestra na pětiletou misi lodi USS Enterprise pod vedením kapitána Jamese Kirka. Při událostech epizody „Z čehopak se vyrábějí děvčátka?“ se měla setkat se svým mužem dr. Korbym na planetě Exo III. Manžel byl však již mrtvý a tak sestra Chapelová zůstala s posádkou Enterprise na její pětileté misi.
Po ukončení mise získala Chapelová titul doktorky. Od návratu Kirka (film Star Trek: Film) žádal dr. Leonard McCoy novou zdravotní sestru, protože Chapelová s nově získaným titulem by mu místo asistence rozporovala jeho diagnózy.

## Vývoj postavy
Majel Barrettová hrála svou první roli v seriálu již v pilotní epizodě „Klec“, kde ztvárnila první důstojnici. Tento díl byl původně zamítnut, ale Barrettová získala v novém provedení roli zdravotní sestry Chapelové. Tato role zůstala v seriálu až do jeho konce.
Za zmínku stojí, že Majel Barrettová hrála nadále role v dalších startrekových seriálech nebo dabovala palubní počítač hvězdné lodi.